# Новоюлівка
Новою́лівка — село в Україні, у Софіївській селищній громаді Криворізького району Дніпропетровської області.
Населення — 513 мешканців.

## Географія
Село Новоюлівка знаходиться за 3 км від правого берега річки Кам'янка, на відстані 0,5 км розташоване село Новопетрівка, за 1,5 км — село Трудолюбівка. По селу протікає пересихаючий струмок з загатою. Через село проходить автомобільна дорога Н11.

## Історія
- 1861 — дата заснування села.

## Населення

### Мова
Розподіл населення за рідною мовою за даними перепису 2001 року:
| Мова            | Кількість | Відсоток |
| --------------- | --------- | -------- |
| українська      | 501       | 97.66%   |
| російська       | 7         | 1.36%    |
| інші/не вказали | 5         | 0.98%    |
| Усього          | 513       | 100%     |

## Об'єкти соціальної сфери
- Школа.
- Дитячий садочок.
- Будинок культури.
- Фельдшерсько-акушерський пункт.

## Пам'ятки
У селі є пам'ятник Богданові Хмельницькому, встановлений у 1970 році.

## Інтернет-посилання
- Погода в селі Новоюлівка